# NGC 7123
NGC 7123 é uma galáxia espiral (Sa) localizada na direcção da constelação de Indus. Possui uma declinação de -70° 20' 02" e uma ascensão recta de 21 horas, 50 minutos e 46,4 segundos.
A galáxia NGC 7123 foi descoberta em 24 de Julho de 1835 por John Herschel.